# Апеляційний суд Запорізької області
Апеляційний суд Запорізької області — колишній загальний суд апеляційної (другої) інстанції, розташований у місті Запоріжжі, юрисдикція якого поширювалася на Запорізьку область.
Суд здійснював правосуддя до початку роботи Запорізького апеляційного суду, що відбулося 5 жовтня 2018 року.

## Керівництво
Голова суду — Городовенко Віктор Валентинович
 Заступник голови суду — Гриценко Сергій Іванович
 Заступник голови суду — Кримська Оксана Михайлівна
 Керівник апарату — Пругло Інна Іванівна.

## Показники діяльності у 2015 році
У 2015 році перебувало на розгляді 23528 справ і матеріалів (у тому числі 1071 нерозглянутих на початок періоду). Розглянуто 22387 справ і матеріалів.
Кількість скасованих судових рішень — 333 (1,48 %).
Середня кількість розглянутих справ на одного суддю — 414,57.